# Ljungsjön (Kyrkhults socken, Blekinge, 625292-141685)
Ljungsjön är en sjö i Olofströms kommun i Blekinge och ingår i Skräbeåns huvudavrinningsområde. Sjön har en area på 0,0769 kvadratkilometer och ligger 108,8 meter över havet. Sjön avvattnas av vattendraget Grytån.

## Delavrinningsområde
Ljungsjön ingår i det delavrinningsområde (625394-141762) som SMHI kallar för Mynnar i Vilshultsån. Medelhöjden är 148 meter över havet och ytan är 8,62 kvadratkilometer. Det finns ett avrinningsområde uppströms, och räknas det in blir den ackumulerade arean 23,08 kvadratkilometer. Grytån som avvattnar avrinningsområdet har biflödesordning 3, vilket innebär att vattnet flödar genom totalt 3 vattendrag innan det når havet efter 48 kilometer. Avrinningsområdet består mestadels av skog (83 %). Avrinningsområdet har 0,3 kvadratkilometer vattenytor vilket ger det en sjöprocent på 3,5 %.